# Massajapalis
Massajapalis (Apalis stronachi) är en fågel i familjen cistikolor inom ordningen tättingar.

## Utbredning och systematik
Massajapalis förekommer i norra Tanzania och sydvästra Kenya. Tidigare inkluderades den i karamojaapalis (A. karamojae) baserat på tydliga skillnader i läten och mindre sådana i morfologi.

## Status
IUCN erkänner den inte som art, varför den inte placeras i någon hotkategori.